# Harhasuwanta
Harhasuwanta fou un districte del sud dels territoris hitites, problement situat a l'est de la clàssica Pamfília i a l'oest de Kizzuwatna (Cilícia). Fou breument ocupat per la gent de Lukka al començament del regnat d'Hattusilis III però els hitites el van recuperar poc després.